# ZEITLICH VERGELTER
ZEITLICH VERGELTER（ツァイトリッヒ・ベルゲルダー）は、かつて存在した日本のバンド。日本初のインダストリアルバンドと挙げられることもある。

## 概要
ZEITLICH VERGELTERは、1980年代中頃に活動していた。メンバーは、ヴォーカルのNEU、マニピュレーター、ベースのCHU以外、流動的であった。
インダストリアルやノイズミュージックに傾倒し、メタル・パーカッションを駆使し、チェーンソーやグラインダーも用いていた。
1986年にSADIE SADSのHIDEMIがギタリストとして加入したものの、同年9月に新宿LOFTのライブをもって解散した。
解散後、CHUこと石川忠（w:Chu Ishikawa）は、バンドDER EISENROST（デア・アイゼンロスト）（w:Der Eisenrost）を結成し活動。また、映画「鉄男」シリーズのサントラも手掛け、海外での知名度も高い。

## メンバー
- NEU(ヴォーカル)
- CHU(マニピュレーター、ベース)

## ディスコグラフィー

### シングル
1. Schlagen / Dimension（1986年1月）- トランスレコード

### 参加作品
1. NG（1986年6月）- トランスレコード
The Third System Of Transit
2. DEAD TECH SAMPLER（1986年）- Dossier
Schauder
PROG FC-4
3. Trans Craze (The Golden Death Menu 1985-1988)（1989年）- ヴェクセルバルグ
Schlagen